# Georg Dietrich von Sobbe
Georg Dietrich von Sobbe (* 30. Juni 1747 in Schildesche; † 1. März 1823 in Berlin) war ein preußischer Generalmajor.

## Leben

### Herkunft
Er war Angehöriger des westfälischen Adelsgeschlechts Sobbe. Seine Eltern waren der preußische Kriegsrat Karl von Sobbe (1687–1764) und Johanna Margarethe Charlotte Engelbrecht (1713–1764). Der preußische Regierungspräsident in Münster Wilhelm Ludwig von Sobbe (1750–1810) war sein jüngerer Bruder. Sein jüngster Bruder Oberst August von Sobbe (1753–1821) war letzter Kommandeur des Füsilier-Bataillon Nr. 18. Gemeinsam mit seinem älteren Bruder, dem preußischen Major Clamor Moritz von Sobbe (1744–1799) wurde ihm 1774 in Preußen der Adel anerkannt.

### Militärdienst
Sobbe begann seine Laufbahn 1763 als Gefreiterkorporal im Infanterieregiment Nr. 10. Er avancierte im Regiment noch 1763 zum Fähnrich sowie 1769 zum Sekonde- und 1778 zum Premierleutnant. Sobbe nahm am Bayerischen Erbfolgekrieg teil, bevor er 1784 zum Stabskapitän sowie 1787 zum Kapitan und Kompaniechef aufstieg. Er nahm am Hollandfeldzug teil und konnte sich im Gefecht bei Amstelveen auszeichnen. Noch im Infanterieregiment Nr. 10 Dienst tuend, avancierte er 1792 zum Major um selben Jahres in den Ersten Koalitionskrieg zu ziehen. Hierbei nahm er an der Schlacht bei Kaiserslautern, der Belagerung von Mainz und den Gefechten bei La Lune, Ruppertsberg, Eschweiler, Edinghofen sowie am Schänzel teil. Im Jahre 1794 wurde er mit dem Orden Pour le Mérite ausgezeichnet. 1765 wurde er Kommandeur des Grenadierbataillon im Regiment und 1799 Kommandeur eines zusammengesetzten Grenadierbataillons aus den Grenadieren der Regimenter 10 und 41. Sobbe stieg im Jahre 1800 weiter auf zum Oberstleutnant, 1802 zum Oberst und wurde schließlich 1803 Kommandeur des Altpreußisches Infanterieregiment Nr. 48. 1804 trug ihm der König die Amtshauptmannschaft von Draheim auf. Sobbe nahm auch am Vierten Koalitionskrieg teil, wurde 1808 Mitglied der Kriegsgerichtskommission in Berlin und avancierte schließlich 1811 zum Generalmajor. 1813 wurde ihm mit halben Sold als Gnadengehalt sein Abschied bewilligt. 1816 und 1818 erhielt er in Anerkennung früherer geleisteter Dienste jeweils vom König 100 Taler geschenkt.

### Familie
Sobbe vermählte sich 1798 in Schildesche mit seiner Nichte Johanna Charlotte Ernestine von Sobbe (1775–1841), Dame des Louisenordens. Aus der Ehe sind eine Tochter Charlotte (1799–1800) und ein Sohn Ludwig (* 1802) hervorgegangen.